# Протистояння Джокович-Надаль

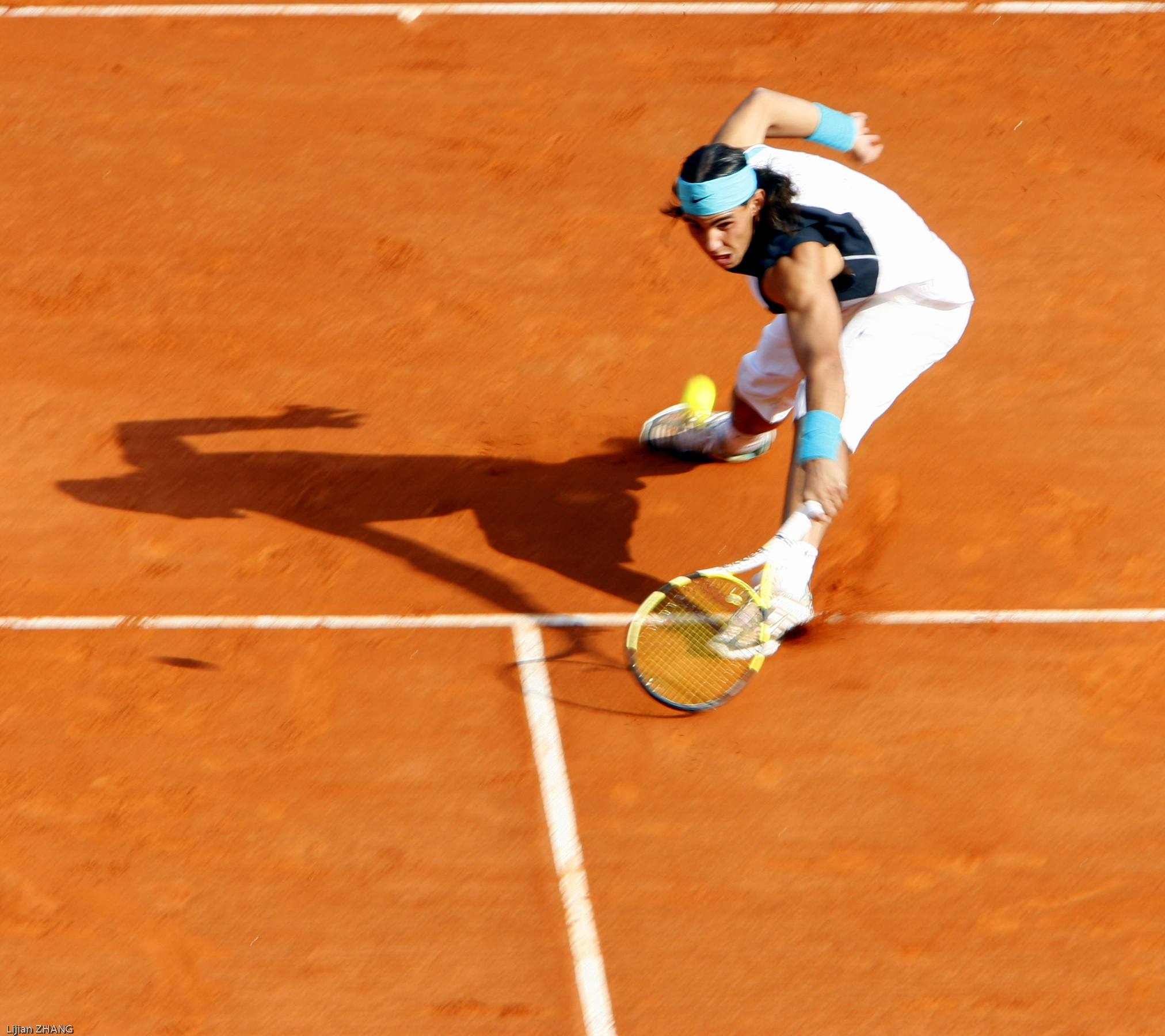
Рафаель Надаль

Протистояння Джокович-Надаль — поточне протистояння між двома тенісистами — сербом Новаком Джоковичем та іспанцем Рафаелем Надалем, які наразі зіграли між собою 50 разів. Джокович лідирує 26-24.
У період 2006–2010 це протистояння було в тіні класичного протистояння Федерер-Надаль, але у 2010 році воно вийшло на якісно новий рівень, коли ці двоє вперше зіграли між собою у фіналі турніру Великого шолома на US Open.

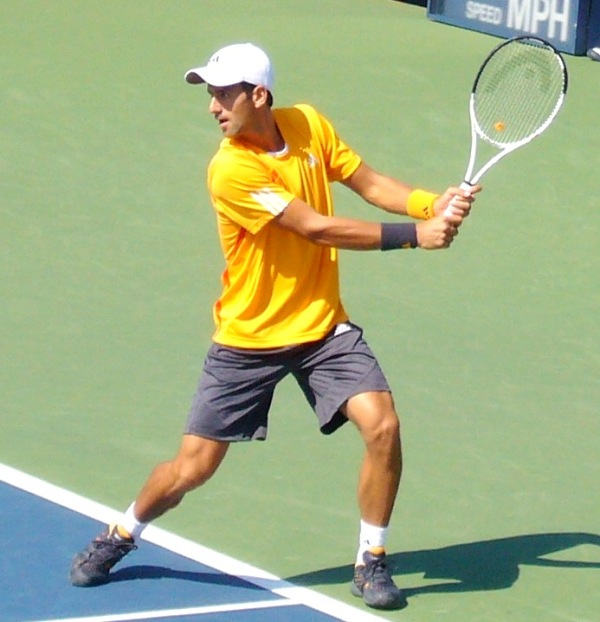
Новак Джокович

 Це протистояння є найдовшим за кількістю матчів у Відкриту еру.
Перша зустріч між ними відбулася на Ролан Гаррос 2006 у чвертьфіналі. Тоді Джокович знявся у третьому сеті. Перший фінал між ними відбувся на Мастерсі Індіан-Веллс у 2007 році, і знову переміг Надаль. Перша перемога Джоковича сталася уже наступного тижня на Мастерсі в Маямі. Станом на липень 2013, 12 із останніх 14 матчів між ними випали на фінали різних турнірів.
Протистояння Джокович-Надаль було назване Асоціацією тенісистів-професіоналів третім найвизначнішим у 2000-х роках. Воно є складовою частиною Великої четвірки.

## Історія

### 2006

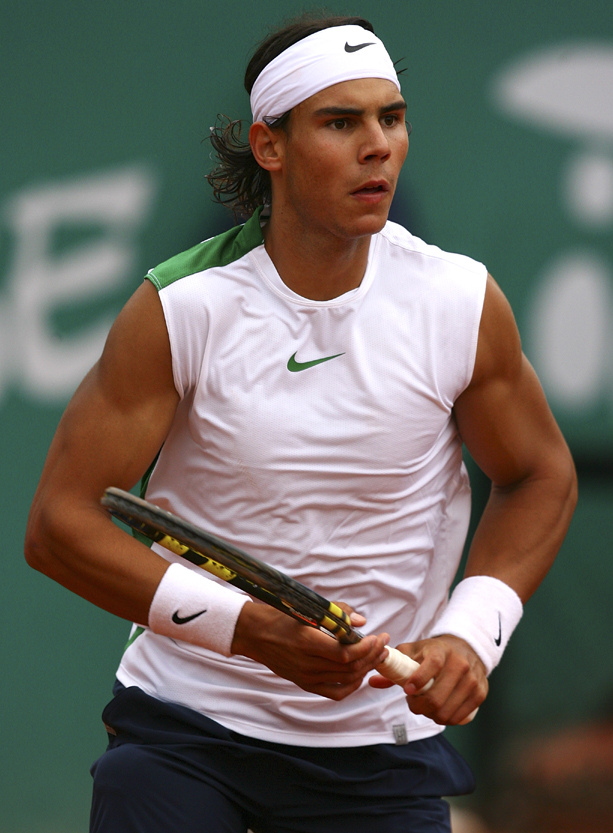
Рафаель Надаль 2006

Перша зустріч між цими тенісистами стала єдиною у 2006 році. Вона відбулася у чвертьфіналі Ролан Гаррос. Перемогу отримав Надаль. Джокович знявся у третьому сеті після того, як Надаль виграв перші два.

### 2007

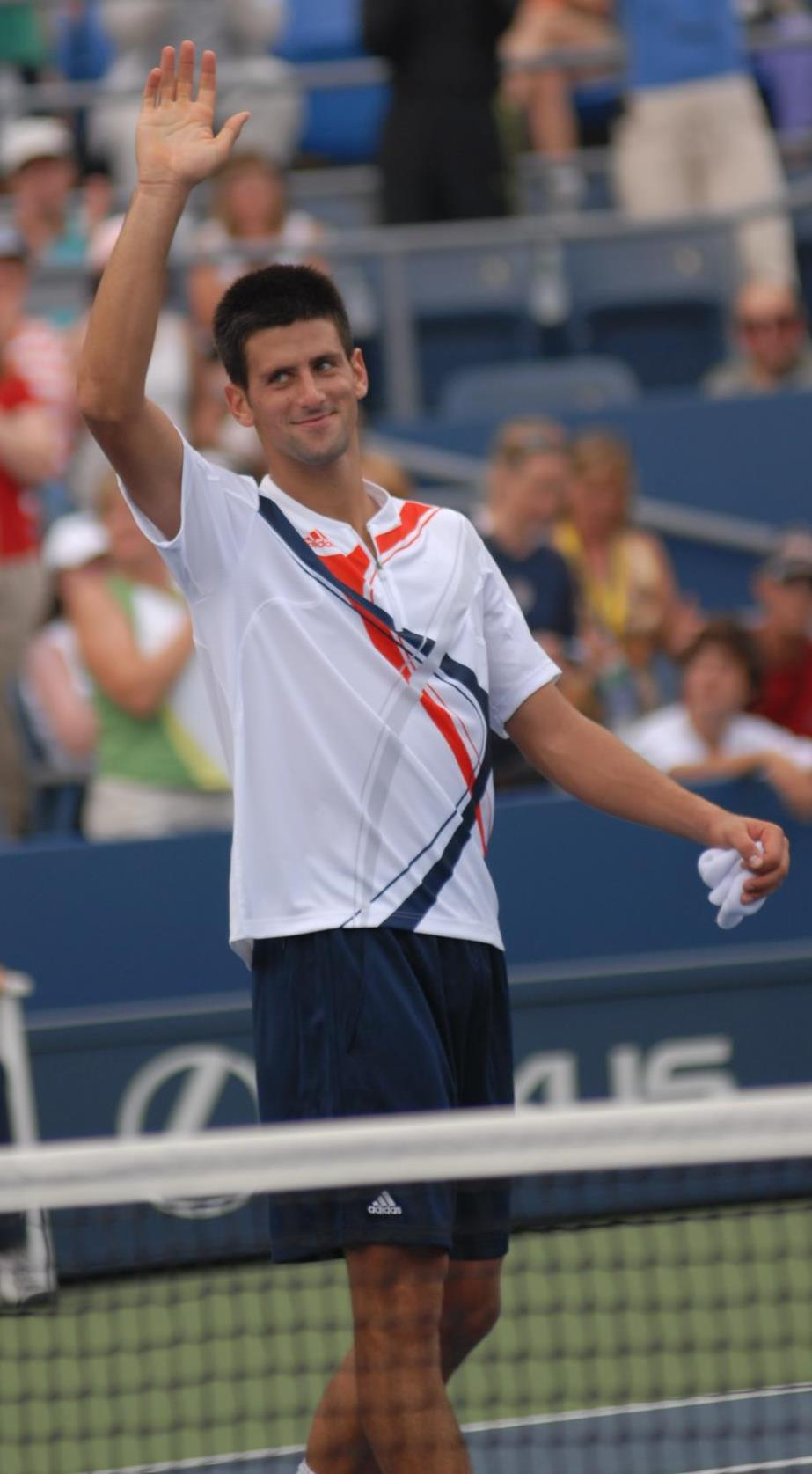
Novak Djokovic 2007

У 2007 році вони зіграли сім матчів, і Надаль виграв 5 із них.
Перший матч вони провели у фіналі Мастерсу в Індіан-Веллсі. Це був перший фінал Джоковича на рівні Мастерс і шостий у Надаля. Надаль переміг за 94 хвилини. Джокович взяв реванш вже наступного тижня у чвертьфіналі Мастерса в Маямі за 97 хвилин.
Під час ґрунтового сезону вони зіграли ще двічі, і Надаль продовжив своє домінування на ґрунті. Він здолав Джоковича у чвертьфіналі римського Мастерса і зробив те ж саме у півфіналі на Ролан Гаррос. Це був перший піфінал на ТВШ для Джоковича. Влітку вони провели свій перший матч на траві — у півфіналі Вімблдону. Джокович знявся з матчу за рахунку 1-2 за сетами.
На Мастерсі у Монреалі Джокович здобув свою другу перемогу над Надалем на шляху до другого титулу серії Мастерс.
Остання зустріч у 2007 році відбулася на груповій стадії Підсумковому турнірі у Шанхаї, де Надаль здобув легку перемогу.

### 2008
Джокович і Надаль зіграли шість разів у 2008 році. Надаль переміг у чотирьох матчах, довівши рахунок у протистоянні до 10-4.
У першому матчі року між ними у півфіналі Мастерса Індіан-Веллс Джокович здобув перемогу.
Надаль переміг Джоковича у півфіналі Мастерса у Гамбурзі. Третій їхній матч у році випав на півфінал Ролан Гаррос, у якому Надаль здобув перемогу на шляху до свого четвертого поспіль титулу тут.
Наступний матч відбувся у фіналі турніру в Queen's Club Championships, де Надаль здобув свій перший титул на траві.
У півфіналі Мастерса в Цинциннаті Джокович переміг Надаля. Проте у наступному матчі — у півфіналі Олімпіади він програв Надалю, який потім здобув золоту медаль. Джокович виборов бронзу.

### 2009
У 2009 році вони зіграли сім разів. Надаль виграв перші чотири матчі, Джокович — останні три.
У фіналі Мастерса в Монте-Карло відбулася їхня перша зустріч на ґрунті. Надаль виграв свій 5 поспіль титул там. Щоб залишитися на 3 місці рейтингу, Джокович повинен був захищати свій торішній титул на Мастерсі в Римі, проте програв Надалю у фіналі.
У півфіналі Мастерса в Мадриді відбулася їхня третя підряд зустріч на ґрунті. Цей матч став найдовшим в історії трисетовиком із тай-брейками, і тривав 4 години і 3 хвилини. Джокович виграв перший сет 6-3 і мав три матчболи у другому, проте віддав другий і третій сет на тай-брйках. Матч був визнаний найкращим у році глядачами та критиками. Джокович зазначив, що йому було дуже важко відійти від цієї поразки.
Під час US Open series, Джокович переміг Надаля вперше цього року на Мастерсі в Цинциннаті за 92 хвилини. Свій перший в сезоні титул серії Мастерс Джокович здобув у Парижі, у півфіналі здолавши Надаля. На груповій стадії Підсумкового турніру у Лондоні Джокович переміг Надаля 2-1.

### 2010
У 2010 році вони зіграли тільки 2 матчі, в обох переміг Надаль.
Перша їхня зустріч відбулася у фіналі US Open. Це був їхній перший фінал на турнірах Великого шолома. Надаль переміг у чотирьох сетах, ставши наймолодшим гравцем Відкритої ери, якому вдалося виграти кар'єрний «Великий шолом». Матч тривав 3 години 43 хвилини, і саме після нього це протистояння вийшло на перший план.
Другий матч у 2010 році між ними відбувся на Підсумковому турнірі, де Надаль переміг Джоковича у двох сетах.

### 2011
|                                 |  |  |
| Новак Джокович і Рафаель Надаль |  |  |

У 2011 році вони зіграли 6 разів, усі у фіналах, включаючи два фінали ТВШ. Джокович переміг в усіх матчах
На момент їхньої першої зустрічі у році у фіналі Мастерса Індіан-Веллс Джокович не програв жодного матчу в сезоні, і продовжив свою серію, перемігши Надаля.
Через два тижні він повторив своє досягнення у фіналі Мастерса в Маямі, вигравши на тай-брейку третього сету.
Двічі вони зустрічалися під час ґрунтового сезону. У фіналі Мастерса в Мадриді Джокович здобув першу перемогу над Надалем на ґрунті, перервавши його виграшну серію на цьому покритті із майже 50 матчів. У фіналі Мастерса в Римі Джокович знову обіграв Надаля і довів свою переможну серію до 39 матчів.
Уп'яте Джокович і Надаль розіграли фінал в цьому році на Вімблдоні. У матчі, що тривав 2 години і 28 хвилин Джокович здобув свій третій титул на ТВШ, внаслідок чого досягнув першого місця в рейтингу.
Остання гра між ними у 2011 році випала на фінал US Open, у якому Джокович взяв реванш за торішню поразку у чотирьох сетах, вигравши свій третій титул ТВШ у сезоні.

### 2012
Джокович переміг у фіналі Australian Open 2012 після епічної п'ятисетової битви з Надалем. Матч тривав 5 годин і 53 хвилини, ставши найдовшим фіналом ТВШ в історії, а також найдовшим матчем на Australian Open.
Джокович і Надаль знову зійшлися у фіналі Мастерса в Монте-Карло. У цьому матчі Надаль переміг Джоковича вперше з листопада 2010 року і здобув свій восьмий поспіль титул на турнірі. Також Надаль переміг Джоковича у фіналі Мастерса в Римі і вшосте виграв цей трофей.
Четвертий їхній матчу цьому році випав на фінал Ролан Гаррос. Вдруге в історії тенісу і вперше у Відкриту еру двоє гравців розіграли між собою у фіналах чотири поспіль турніри Великого шолома. Це був історичний матч. В разі перемоги Надаля він первершував рекорд Бйорна Борга за кількістю титулів на Ролан Гаррос (у Борга їх було 6), а в разі перемоги Джоковича він ставав першим після Рода Лейвера у 1969 році гравцем, який зумів би виграти всі чотири ТВШ поспіль. Після декількох затримок через дощ та відкладення матчу на наступний день Надаль переміг у чотирьох сетах (6-4, 6-3, 2-6, 7-5). При цьому Джокович зумів виграти 8 геймів поспіль у третьому сеті-на початку четвертого.

### 2013
Надаль повернувся у Тур після травми коліна ще у лютому, але перша зустріч із Джоковичем відбулася у фіналі Мастерса в Монте-Карло. Джокович переміг із рахунком 6-2, 7-6 (7-1), при цьому він мав 5 сетболів у першому сеті при рахунку 5-0, а у другому взяв під нуль подачу Надаля, коли той подавав на сет при рахунку 6-5. Ця поразка стала першою для Надаля у Монте-Карло з 2003 року і перервала його рекордну серію із 8 титулів поспіль.
Другий їхній матч у році випав на півфінал Ролан Гаррос. Протягом матчу Джокович двічі відігравався за сетами, а у четвертій партії за рахунку 5-6 відіграв подачу на матч Надаля. У п'ятому сеті Джокович вів із брейком до рахунку 4-3. При рахунку "рівно" у восьмому геймі вирішальної партії Джокович припустився помилки, торкнувшись сітки після виконання удару над головою, внаслідок чого Надаль скоро зробив брейк. Сет завершився із рахунком 9-7 на користь іспанця, який потім зумів виграти свій восьмий титул на цьому турнірі.
Наступна їхня зустріч відбулася на канадському Мастерсі у півфіналі. Надаль переміг Джоковича на гарді вперше за три роки.
На US Open Джокович і Надаль знову зустрілися у фіналі, і Надаль переміг у чотирьох сетах, здобувши свій перший титул ТВШ не на ґрунті з 2010 року.
У фіналі турніру серії ATP 500 у Пекіні Джокович переміг Надаля у трьох сетах. Для серба цей титул став четвертим у Пекіні за 5 років, при чому він жодного разу там не програвав.
Останній матч у цьому сезоні між ними відбувся у фіналі Підсумкового Турніру, де Джокович переміг у двох сетах.

### 2014
Перший матч між ними у 2014 році випав на фінал Мастерсу в Маямі. Джокович переміг у двох сетах. Другий матч також залишився за сербом: програвши перший сет у фіналі римського Мастерсу, Джокович взяв два наступних і зрештою здобув черговий ґрунтовий титул напередодні Ролан Гаррос. Проте на самому Відкритому чемпіонаті Франції він знову поступився Надалю у фіналі у чотирьох сетах.

### 2015
Матч на Мастерсі Монте-Карло став першим після торішнього Ролан Гаррос. Джокович переміг у двох сетах, ставши першим гравцем, який здобув 20 перемог над Надалем.
3 червня вони зіграли у чвертьфіналі Ролан Гаррос. Джокович впевнено переміг у трьох сетах 7-5, 6-3, 6-1. Це перша перемога Джоковича над Надалем у семи матчах в рамках Відкритого чемпіонату Франції. Після неї Джокович встановив рекорд за кількістю виграних за весь час у Надаля сетів на Ролан Гаррос (7), став першим гравцем, який перемагав іспанця на всіх чотирьох Турнірах Великого шолома, першим, хто переміг його без втрати сету у 5-сетовому форматі, а також єдиним, хто перемагав Надаля 6 разів на ґрунті. Крім цього, це була тільки друга поразка Надаля на цьому турнірі (Робін Содерлінг, який переміг Надаля у 2009 році тоді дійшов до фіналу). Джокович також переміг у двох їхніх наступних матчах 2015 року - у фіналі China Open та у півфіналі Підсумкового турніру, зрівнявши таким чином рахунок в очному протистоянні.

### 2016
Перший матч між собою у 2016 році Джокович і Надаль зіграли на Qatar ExxonMobil Open у Досі. Джокович переміг 6-1, 6-2 та вперше вийшов у їхньому протистоянні вперед 24-23.
Джокович також виграв у півфіналі Мастерсу в Індіан-Веллсі 7-6, 6-2 та у чвертьфіналі Мастерсу в Римі 7-5, 7-6.

### 2017
Надаль переміг Джоковича у півфіналі Мастерса в Мадриді 6-2, 6-4. Це одна з найлегших перемог Надаля у цьому протистоянні в останні роки.

### 2018
У півфіналі Мастерса в Римі відбувася перший матч між ними за понад рік, і Надаль переміг 7-6, 6-3. Джокович натомість переміг Надаля у півфіналі Вімблдону у п'ятисетовому матчі, що тривав понад 5 годин і розтягнувся на два дні, ставши другим найдовшим півфіналом Вімблдону в історії (найдовший півфінал між Джоном Ізнером та Кевіном Андерсоном відбувся також того ж року).

### 2019
Джокович та Надаль зустрілися у фіналі Australian Open. Джокович переміг 6-3, 6-2, 6-3, зрівнявши рахунок у фіналах ТВШ: тепер він став 4-4.

## Аналіз
Коментатори Дік Енберг, Джон Макінрой та Мері Карільйо сказали, що це протистояння має потенціал, щоб стати найвеличнішим у тенісній історії, враховуючи кількість, якість і важливість матчів, які вони уже встигли зіграти, а також молодий вік обох.

### Статистика
- Усі матчі: Джокович 28-25
  - Усі фінали: Джокович 15-10
- Матчі на ТВШ: Надаль 9-6
  - Фінали ТВШ: нічия 4-4
- Матчі на Мастерсах: Джокович 16-11
  - Фінали Мастерсів: Джокович 7-5
- Матчі на Олімпійських іграх: Надаль 1-0
- Матчі на Підсумкових турнірах: Джокович 3-2
  - Фінали Підсумкових турнірів: Джокович 1-0

### На різних кортах
- Ґрунт: Надаль 15-7
- Гард: Джокович 18-7
  - Гард (вулиця): Джокович 14-5
  - Гард (приміщення): Джокович 4-2
- Трава: Надаль 2-1

## Список матчів
| Легенда                  | Джокович | Надаль |
| ------------------------ | -------- | ------ |
| Великий шолом            | 6        | 9      |
| Фінал Світового Туру ATP | 3        | 2      |
| Мастерс                  | 16       | 10     |
| Світовий Тур ATP 500     | 2        | 0      |
| Світовий Тур ATP 250     | 1        | 1      |
| Кубок Девіса             | 0        | 1      |
| Олімпіада                | 0        | 1      |

### Джокович-Надаль (28-25)
| No. | Рік  | Турнір                    | Покриття | Раунд          | Переможець | Рахунок                        | Тривалість (Г:ХХ) | Джокович | Надаль |
| --- | ---- | ------------------------- | -------- | -------------- | ---------- | ------------------------------ | ----------------- | -------- | ------ |
| 1.  | 2006 | Ролан Гаррос              | ґрунт    | Чвертьфінал    | Надаль     | 6-4, 6-4, RET                  | 1:54              | 0        | 1      |
| 2.  | 2007 | Мастерс Індіан-Веллс      | гард     | фінал          | Надаль     | 6-2, 7-5                       | 1:34              | 0        | 2      |
| 3.  | 2007 | Мастерс Маямі             | гард     | чвертьфінал    | Джокович   | 6-3, 6-4                       | 1:37              | 1        | 2      |
| 4.  | 2007 | Мастерс Рим               | ґрунт    | чвертьфінал    | Надаль     | 6-2, 6-3                       | 1:41              | 1        | 3      |
| 5.  | 2007 | Ролан Гаррос              | ґрунт    | півфінал       | Надаль     | 7-5, 6-4, 6-2                  | 2:28              | 1        | 4      |
| 6.  | 2007 | Вімблдон                  | трава    | півфінал       | Надаль     | 3-6, 6-1, 4-1, RET             | 1:41              | 1        | 5      |
| 7.  | 2007 | Мастерс Канада            | гард     | півфінал       | Джокович   | 7-5, 6-3                       | 1:51              | 2        | 5      |
| 8.  | 2007 | Фінал Світового Туру ATP  | гард (п) | Груповий раунд | Надаль     | 6-4, 6-4                       | 1:44              | 2        | 6      |
| 9.  | 2008 | Індіан-Веллс              | хрд      | півфінал       | Джокович   | 6-3, 6-2                       | 1:28              | 3        | 6      |
| 10. | 2008 | Гамбург                   | ґрунт    | півфінал       | Надаль     | 7-5, 2-6, 6-2                  | 3:03              | 3        | 7      |
| 11. | 2008 | Ролан Гаррос              | ґрунт    | Півфінал       | Надаль     | 6-4, 6-2, 7-6(7-3)             | 2:49              | 3        | 8      |
| 12. | 2008 | Queen's Club Championship | трава    | фінал          | Надаль     | 7-6(8-6), 7-5                  | 2:16              | 3        | 9      |
| 13. | 2008 | Мастерс Цинциннаті        | гард     | півфінал       | Джокович   | 6-1, 7-5                       | 1:26              | 4        | 9      |
| 14. | 2008 | Олімпіада                 | гард     | півфінал       | Надаль     | 6-4, 1-6, 6-4                  | 2:10              | 4        | 10     |
| 15. | 2009 | Кубок Девіса              | ґрунт    |                | Надаль     | 6-4, 6-4, 6-1                  | 2:28              | 4        | 11     |
| 16. | 2009 | Мастерс Монте-Карло       | ґрунт    | фінал          | Надаль     | 6-3, 2-6, 6-1                  | 2:43              | 4        | 12     |
| 17. | 2009 | Рим                       | ґрунт    | фінал          | Надаль     | 7-6(7-2), 6-2                  | 2:03              | 4        | 13     |
| 18. | 2009 | Мастерс Мадрид            | ґрунт    | півфінал       | Надаль     | 3-6, 7-6(7-5), 7-6(11-9)       | 4:03              | 4        | 14     |
| 19. | 2009 | Цинциннаті                | гард     | півфінал       | Джокович   | 6-1, 6-4                       | 1:32              | 5        | 14     |
| 20. | 2009 | Мастерс Париж             | гард (п) | півфінал       | Джокович   | 6-2, 6-3                       | 1:17              | 6        | 14     |
| 21. | 2009 | Фінал Світового Туру ATP  | гард (п) | Груповий раунд | Джокович   | 7-6(7-5), 6-3                  | 1:58              | 7        | 14     |
| 22. | 2010 | US Open                   | гард     | фінал          | Надаль     | 6-4, 5-7, 6-4, 6-2             | 3:43              | 7        | 15     |
| 23. | 2010 | Фінал Світового Туру ATP  | гард (п) | Груповий раунд | Надаль     | 7-5, 6-2                       | 1:52              | 7        | 16     |
| 24. | 2011 | Індіан-Веллс              | гард     | фінал          | Джокович   | 4-6, 6-3, 6-2                  | 2:25              | 8        | 16     |
| 25. | 2011 | Маямі                     | гард     | фінал          | Джокович   | 4-6, 6-3, 7-6(7-4)             | 3:21              | 9        | 16     |
| 26. | 2011 | Мадрид                    | ґрунт    | фінал          | Джокович   | 7-5, 6-4                       | 2:17              | 10       | 16     |
| 27. | 2011 | Рим                       | ґрунт    | фінал          | Джокович   | 6-4, 6-4                       | 2:12              | 11       | 16     |
| 28. | 2011 | Вімблдон                  | трава    | фінал          | Джокови    | 6-4, 6-1, 1-6, 6-3             | 2:28              | 12       | 16     |
| 29. | 2011 | US Open                   | гард     | фінал          | Джокович   | 6-2, 6-4, 6-7(3-7), 6-1        | 4:10              | 13       | 16     |
| 30. | 2012 | Australian Open           | Hard     | фінал          | Джокович   | 5-7, 6-4, 6-2, 6-7(5-7), 7-5   | 5:53              | 14       | 16     |
| 31. | 2012 | Мастерс Монте-Карло       | ґрунт    | фінал          | Надаль     | 6-3, 6-1                       | 1:18              | 14       | 17     |
| 32. | 2012 | Рим                       | ґрунт    | фінал          | Надаль     | 7-5, 6-3                       | 2:20              | 14       | 18     |
| 33. | 2012 | Ролан Гаррос              | ґрунт    | фінал          | Надаль     | 6-4, 6-3, 2-6, 7-5             | 3:49              | 14       | 19     |
| 34. | 2013 | Мастерс Монте-Карло       | ґрунт    | фінал          | Джокович   | 6-2, 7-6(7-1)                  | 1:54              | 15       | 19     |
| 35. | 2013 | Ролан Гаррос              | ґрунт    | півфінал       | Надаль     | 6-4, 3-6, 6-1, 6-7(3-7), 9-7   | 4:37              | 15       | 20     |
| 36. | 2013 | Мастерс Канада            | гард     | півфінал       | Надаль     | 4-6, 6-3, 6-7(2-7)             | 2:28              | 15       | 21     |
| 37. | 2013 | US Open                   | гард     | фінал          | Надаль     | 6–2, 3–6, 6–4, 6–1             | 3:21              | 15       | 22     |
| 38. | 2013 | China Open                | гард     | фінал          | Джокович   | 6–3, 6–4                       | 1:27              | 16       | 22     |
| 39. | 2013 | Фінал Світового Туру ATP  | Гард (п) | Фінал          | Джокович   | 6–3, 6–4                       | 1:36              | 17       | 22     |
| 40. | 2014 | Маямі                     | гард     | фінал          | Джокович   | 6-3, 6-3                       | 1:23              | 18       | 22     |
| 41. | 2014 | Рим                       | ґрунт    | фінал          | Джокович   | 4-6, 6-3, 6-3                  | 2:19              | 19       | 22     |
| 42. | 2014 | Ролан Гаррос              | ґрунт    | фінал          | Надаль     | 3-6, 7-5, 6-2, 6-4             | 3:31              | 19       | 23     |
| 43. | 2015 | Мастерс Монте-Карло       | ґрунт    | фінал          | Джокович   | 6-3, 6-3                       | 1:37              | 20       | 23     |
| 44. | 2015 | Ролан Гаррос              | ґрунт    | чвертьфінал    | Джокович   | 7-5, 6-3, 6-1                  | 2:27              | 21       | 23     |
| 45. | 2015 | China Open                | гард     | фінал          | Джокович   | 6–2, 6–2                       | 1:30              | 22       | 23     |
| 46. | 2015 | Фінал Світового Туру ATP  | Гард (п) | півфінал       | Джокович   | 6–3, 6–3                       | 1:19              | 23       | 23     |
| 47. | 2016 | Qatar ExxonMobil Open     | гард     | фінал          | Джокович   | 6-1, 6-2                       | 1:13              | 24       | 23     |
| 48. | 2016 | Індіан-Веллс              | гард     | півфінал       | Джокович   | 7-6(7-5), 6-2                  | 1:58              | 25       | 23     |
| 49. | 2016 | Рим                       | ґрунт    | чвертьфінал    | Джокович   | 7-5, 7-6(7-4)                  | 2:25              | 26       | 23     |
| 50. | 2017 | Мадрид                    | ґрунт    | півфінал       | Надаль     | 6–2, 6–4                       | 1:39              | 26       | 24     |
| 51. | 2018 | Мастерс Рим               | ґрунт    | півфінал       | Надаль     | 7–6(7–4), 6–3                  | 1:56              | 26       | 25     |
| 52. | 2018 | Вімблдон                  | трава    | півфінал       | Джокович   | 6–4, 3–6, 7–6(11–9), 3–6, 10–8 | 5:15              | 27       | 25     |
| 53. | 2019 | Australian Open           | гард     | фінал          | Джокович   | 6-3, 6-2, 6-3                  | 2:04              | 28       | 25     |

## Рекорди
- Найбільше матчів між собою
- Єдина пара гравців Відкритої ери, які зустрічалися між собою в усіх чотирьох фіналах ТВШ
- Єдина пара гравців Відкритої ери, які зустрічалися у чотирьох поспіль фіналах ТВШ
- 12 матчів на ТВШ (разом із протистоянням Джокович-Федерер)
- 12 фіналів на турнірах серії Мастерс (разом із парою Федерер-Надаль)
- 22 матчі на Мастерсах
- Найдовший фінал ТВШ
- Найдовший матч відкритої ери на Australian Open
- Найдовший трисетовий матч із тай-брейками (на Мастерс Мадрид 2009)
- Найбільше поспіль перемог над першою ракеткою світу в одному сезоні (№2/3 Джокович переміг Надаля 5 разів у сезоні 2011)
- Єдине протистояння, матчі якого проходили на 9 з 10 різних Мастерсів (включаючи Гамбург, але без Шанхая)

## Розвиток кар'єри
- () = поточні досягнення (оновлено 27 січня 2019)

| Вік (на кінець сезону) | Вік (на кінець сезону) | 18   | 19   | 20   | 21   | 22   | 23   | 24   | 25   | 26   | 27   | 28   | 29   | 30   | 31   | 32    | 33    |
| Сезон Джоковича        | Сезон Джоковича        | 2005 | 2006 | 2007 | 2008 | 2009 | 2010 | 2011 | 2012 | 2013 | 2014 | 2015 | 2016 | 2017 | 2018 | 2019  | 2020  |
| Сезон Надаля           | Сезон Надаля           | 2004 | 2005 | 2006 | 2007 | 2008 | 2009 | 2010 | 2011 | 2012 | 2013 | 2014 | 2015 | 2016 | 2017 | 2018  | 2019  |
| ---------------------- | ---------------------- | ---- | ---- | ---- | ---- | ---- | ---- | ---- | ---- | ---- | ---- | ---- | ---- | ---- | ---- | ----- | ----- |
| Титули на ТВШ          | Джокович               | 0    | 0    | 0    | 1    | 1    | 1    | 4    | 5    | 6    | 7    | 10   | 12   | 12   | 14   | (15)  |       |
| Титули на ТВШ          | Надаль                 | 0    | 1    | 2    | 3    | 5    | 6    | 9    | 10   | 11   | 13   | 14   | 14   | 14   | 16   | 17    | (17)  |
| Перемоги на матчах ТВШ | Джокович               | 5    | 14   | 33   | 51   | 66   | 85   | 110  | 134  | 158  | 180  | 207  | 228  | 237  | 258  | (265) |       |
| Перемоги на матчах ТВШ | Надаль                 | 6    | 19   | 36   | 56   | 80   | 95   | 120  | 143  | 157  | 171  | 187  | 198  | 203  | 226  | 247   | (253) |
| Всього титулів         | Джокович               | 0    | 2    | 7    | 11   | 16   | 18   | 28   | 34   | 41   | 48   | 59   | 66   | 68   | 72   | (73)  |       |
| Всього титулів         | Надаль                 | 1    | 12   | 17   | 23   | 31   | 36   | 43   | 46   | 50   | 60   | 64   | 67   | 69   | 75   | 80    | (80)  |
| Всього перемог         | Джокович               | 13   | 53   | 121  | 185  | 263  | 324  | 394  | 469  | 541  | 604  | 686  | 751  | 783  | 836  | (843) |       |
| Всього перемог         | Надаль                 | 45   | 124  | 183  | 253  | 335  | 401  | 472  | 541  | 583  | 658  | 706  | 767  | 806  | 873  | 918   | (924) |
| Рейтинг                | Джокович               | 78   | 16   | 3    | 3    | 3    | 3    | 1    | 1    | 2    | 1    | 1    | 2    | 12   | 1    | (1)   |       |
| Рейтинг                | Надаль                 | 51   | 2    | 2    | 2    | 1    | 2    | 1    | 2    | 4    | 1    | 3    | 5    | 9    | 1    | 2     | (2)   |
| Тижнів в ролі 1        | Джокович               | 0    | 0    | 0    | 0    | 0    | 0    | 26   | 62   | 101  | 127  | 179  | 223  | 223  | 232  | (236) |       |
| Тижнів в ролі 1        | Надаль                 | 0    | 0    | 0    | 0    | 19   | 46   | 76   | 102  | 102  | 115  | 141  | 141  | 141  | 160  | 196   | (196) |

## Виступи на ТВШ
- Жирний = на турнірі відбувся матч між цими гравцями

### 2005–2010
| Гравець        | 2005 | 2005 | 2005 | 2005 | 2006 | 2006 | 2006 | 2006 | 2007 | 2007 | 2007 | 2007 | 2008 | 2008 | 2008 | 2008 | 2009 | 2009 | 2009 | 2009 | 2010 | 2010 | 2010 | 2010 |
| -------------- | ---- | ---- | ---- | ---- | ---- | ---- | ---- | ---- | ---- | ---- | ---- | ---- | ---- | ---- | ---- | ---- | ---- | ---- | ---- | ---- | ---- | ---- | ---- | ---- |
| Гравець        | АВС  | ФРА  | ВІМ  | США  | АВС  | ФРА  | ВІМ  | США  | АВС  | ФРА  | ВІМ  | США  | АВС  | ФРА  | ВІМ  | США  | АВС  | ФРА  | ВІМ  | США  | АВС  | ФРА  | ВІМ  | США  |
| Новак Джокович | 1К   | 2К   | 3К   | 3К   | 1К   | ЧФ   | 4К   | 3К   | 4К   | ПФ   | ПФ   | Ф    | П    | ПФ   | 2К   | ПФ   | ЧФ   | 3К   | ЧФ   | ПФ   | ЧФ   | ЧФ   | ЧФ   | Ф    |
| Рафаель Надаль | 4К   | П    | 2К   | 3К   | A    | П    | Ф    | ЧФ   | ЧФ   | П    | Ф    | 4К   | ПФ   | П    | П    | ЧФ   | П    | 4К   | A    | ПФ   | ЧФ   | П    | П    | П    |

### 2011–2016
| Гравець        | 2011 | 2011 | 2011 | 2011 | 2012 | 2012 | 2012 | 2012 | 2013 | 2013 | 2013 | 2013 | 2014 | 2014 | 2014 | 2014 | 2015 | 2015 | 2015 | 2015 | 2016 | 2016 | 2016 | 2016 |
| -------------- | ---- | ---- | ---- | ---- | ---- | ---- | ---- | ---- | ---- | ---- | ---- | ---- | ---- | ---- | ---- | ---- | ---- | ---- | ---- | ---- | ---- | ---- | ---- | ---- |
| Гравець        | АВС  | ФРА  | ВІМ  | США  | АВС  | ФРА  | ВІМ  | США  | АВС  | ФРА  | ВІМ  | США  | АВС  | ФРА  | ВІМ  | США  | АВС  | ФРА  | ВІМ  | США  | АВС  | ФРА  | ВІМ  | США  |
| Новак Джокович | П    | Пф   | П    | П    | П    | Ф    | ПФ   | Ф    | П    | ПФ   | Ф    | Ф    | ЧФ   | Ф    | П    | ПФ   | П    | Ф    | П    | П    | П    | П    | 3К   | Ф    |
| Рафаель Надаль | ЧФ   | П    | Ф    | Ф    | Ф    | П    | 2К   | A    | A    | П    | 1К   | П    | ЧФ   | П    | ЧФ   | A    | ЧФ   | ЧФ   | 2К   | 3К   | 1К   | 3К   | A    | 4К   |

### 2017–2019
| Гравець        | 2017 | 2017 | 2017 | 2017 | 2018 | 2018 | 2018 | 2018 | 2019 | 2019 | 2019 | 2019 |
| -------------- | ---- | ---- | ---- | ---- | ---- | ---- | ---- | ---- | ---- | ---- | ---- | ---- |
| Гравець        | АВС  | ФРА  | ВІМ  | США  | АВС  | ФРА  | ВІМ  | США  | АВС  | ФРА  | ВІМ  | США  |
| Новак Джокович | 2К   | ЧФ   | ЧФ   | A    | 4К   | ПФ   | П    | П    | П    | TBA  | TBA  | TBA  |
| Рафаель Надаль | Ф    | П    | 4К   | П    | ЧФ   | П    | ПФ   | ПФ   | Ф    | TBA  | TBA  | TBA  |